# Бенё, Ян (писатель)
Ян Бе́нё (также Бенио или Беньо, род. 3 октября 1933, Слатинка, округ Зволен) — словацкий прозаик, публицист, переводчик, автор книг для молодёжи.

## Биография
Родился в семье железнодорожника, образование получил в Слатинке, Зволене, позже учился на философском факультете Университета имени Коменского в Братиславе, специальность: словацкий и русский языки. В 1957—1959 гг. преподавал в педагогическом институте в городе Банска-Бистрица, некоторое время работал редактором на Чехословацком радио, в 1960—1966 гг. был редактором журнала Смена, а затем редактором журнала Ромбоид. В 1974—1976 гг. был главным редактором издательства Словацкий писатель, позже заместителем главного редактора. В 1993—1995 гг. работал в Министерстве культуры, а свободное время, главным образом, посвящал литературной деятельности.

## Творчество
Первыми литературными шагами Яна Бенё были рецензии и критические статьи к работам его современников, а также короткие рассказы, которые печатались в журналах. Его первая книга была выпущена в 1964 году, это был сборник рассказов «Каждый день — день рождения». Он также пишет рассказы, новеллы, романы, телевизионные и радиопьесы, публицистическую и литературоведческую критику. В своих работах автор старается отразить светлые стороны и позитивные жизненные ценности, выражает своё стремление к жизни, полной безмятежности, однако это не означает, что в жизни не должно быть проблем и трудностей. Его герои находятся в постоянном поиске, они обращены не внутрь себя, а к миру и жизни в гармонии со всем окружающим. Помимо собственного творчества Ян Бенё также занимался переводом с русского языка.

## Произведения

### Произведения для взрослых
- 1964 — Каждый день — день рождения, сборник рассказов
- 1968 — Над голубым миром, сборник рассказов
- 1971 — Брат Разум и сестра Гармония, новелла
- 1975 — Аллея любви, сборник рассказов
- 1977 — Второй семестр, роман-новелла
- 1978 — С сыном, роман
- 1980 — Предпоследний отдых, роман
- 1982 — Разорение гнезда, рассказ
- 1986 — Когда придёт кит, роман
- 1988 — Благодетель, сатирическая новелла
- 1990 — Возглас, роман
- 1994 — Женщина в снегу, роман
- 1997 — Масло на голове, сборник рассказов
- 1997 — Я свой народ не дам в обиду, афоризмы, сентенции и фельетоны

### Произведения для детей и молодёжи
- 1971 — Один гранат для собаки, цикл рассказов с автобиографическими элементами, первый том дилогии
- 1973 — Ондрей Ондрейко и Зелень-король, книга-фантазия
- 1974 — Уроки начинаются в мае, цикл рассказов с автобиографическими элементами, второй том дилогии
- 1975 — Козий сыр, телевизионная постановка
- 1978 — Снег — мой друг
- 1978 — Летняя вьюга
- 1980 — Тысяча прогуленных уроков
- 1992 — Кошачий король
- 1993 — Старый гусар и ночной дьявол
- 1998 — О Кубо, самом кубном на свете